# Exetastes ridens
Exetastes ridens är en stekelart som beskrevs av Joseph Augustine Cushman 1937. Exetastes ridens ingår i släktet Exetastes och familjen brokparasitsteklar.

## Underarter
Arten delas in i följande underarter:
- E. r. atriventris
- E. r. brunnipennis
- E. r. claripennis